# قرار مجلس الأمن التابع للأمم المتحدة رقم 1646
قرار مجلس الأمن التابع للأمم المتحدة رقم 1646، المعتمد في 20 ديسمبر 2005، بعد التذكير بالقرار 1645 (2005) الذي تم اتخاذه مباشرة قبل هذا القرار، خاطب المجلس أعضاء لجنة بناء السلام التابعة للأمم المتحدة.
قرر مجلس الأمن أن الأعضاء الخمسة الدائمين في مجلس الأمن - الصين وفرنسا وروسيا والمملكة المتحدة والولايات المتحدة - وعضوين غير دائمين سيشاركون في اللجنة التنظيمية للجنة بناء السلام. علاوة على ذلك، نص القرار على أن التقرير السنوي للجنة بناء السلام سيقدم أيضا إلى المجلس لمناقشته.
تم اعتماد القرار بأغلبية 13 صوتًا وامتناع عضوين عن التصويت من الأرجنتين والبرازيل، وكلاهما لديه مخاوف بشأن عضوية لجنة بناء السلام ومشاركة مجلس الأمن.

## روابط خارجية
- نص القرار في undocs.org